# Nguelebok
Nguelebok est une commune du Cameroun située dans la région de l'Est et le département de la Kadey. Son ressort territorial couvre celui de l'arrondissement du Ndem-Nam.

## Structure administrative de la commune
Outre la ville de Ndem-Nam, la commune comprend les localités suivantes :
- Bello
- Bitamyen
- Dem I
- Dimako II
- Djal
- Gabeletta
- Godanga
- Gonga
- Gounte
- Kamba-Mieri
- Koba
- Konga
- Lelo
- Mbenbiyo
- Mbouffou
- Melambo
- Meloupo
- Ndem-Nam Village
- Ndengoro
- Ndjassi
- Ndoumbe
- Ngoulemakong
- Ngoutou
- Nguikouassima
- Nol
- Nyamtimbi
- Nyansambo
- Nzembele
- Sambi
- Sangoe